# ブライアン・シュメッツァー
ブライアン・シュメッツァー（Brian Schmetzer, 1962年8月18日 - ）は、アメリカ合衆国・ワシントン州シアトル出身の元サッカー選手、サッカー指導者。現役時代のポジションはFW・MF。メジャーリーグサッカー・シアトル・サウンダーズFC監督。

## 選手経歴

### NASL
高校卒業後、大学入学を見送り1980年6月に北米サッカーリーグのシアトル・サウンダーズと契約した。1980年のシーズンは控え選手として過ごし、1980-1981年はNASLインドアシーズンでプレーした。1981年の大西洋横断チャレンジカップでは、セルティックとの試合の残り8分で出場し、プロデビューを果たした。しかし、1981年のレギュラーシーズンでは出番がなかった。1982年のシーズンにデビューし、6試合に出場し、その後1983年にレギュラーに昇格した。1983年6月25日、ジャック・マーフィー・スタジアムでサンディエゴ・ソッカーズに2-0で勝利した際に、クラブで初ゴールを決めた。その後、1983年9月にサウンダーズはシーズン終了後に解散してしまった。サウンダーズでの最後のシーズン、監督のローリー・キャロウェイはシュメッツァーを「（以前とは）違う選手」と呼び、彼の自信を称え、リーグでトップのアメリカ人選手の一人になれると信じていると述べた。
サウンダーズの消滅に伴い、1983-84年のNASLインドアシーズンにタルサ・ラフネックスに移籍したが、後にフリー契約の申請を行った。しかし、シーズン終了後にリーグが消滅した。

### インドアサッカー
今度はサンディエゴ・ソッカーズへ移籍した。ソッカーズはNASLのフランチャイズとして始まったが、メジャー・インドア・サッカー・リーグ (MISL)でプレーして冬を過ごしたことが2度あった。NASLの消滅に伴いソッカーズはMISLに移籍し、その後10年間、ソッカーズはインドアゲームを支配し、ほぼすべてのシーズンで優勝を果たした。ソッカーズに4シーズン在籍し、そのうち3シーズンでMISLタイトルを獲得した。

## タイトル

### 指導者
シアトル・サウンダーズ (USL)
- USL: 2005, 2007
- USL1部: 2002,2007
- USL Aリーグ ウェスタン・カンファレンス: 2004
- USL Aリーグ　パシフィック・ディビジョン: 2002, 2003
- カスカディア・カップ: 2006, 2007

シアトル・サウンダーズFC
- MLSカップ: 2016, 2019
- ウェスタン・カンファレンス: 2016, 2017, 2019, 2020
- カスカディア・カップ: 2018, 2019, 2021
- CONCACAFチャンピオンズリーグ: 2022

### アシスタントコーチ
シアトル・サウンダーズFC
- USオープンカップ: 2009, 2010, 2011, 2014
- サポーターズ・シールド: 2014